# Barilius

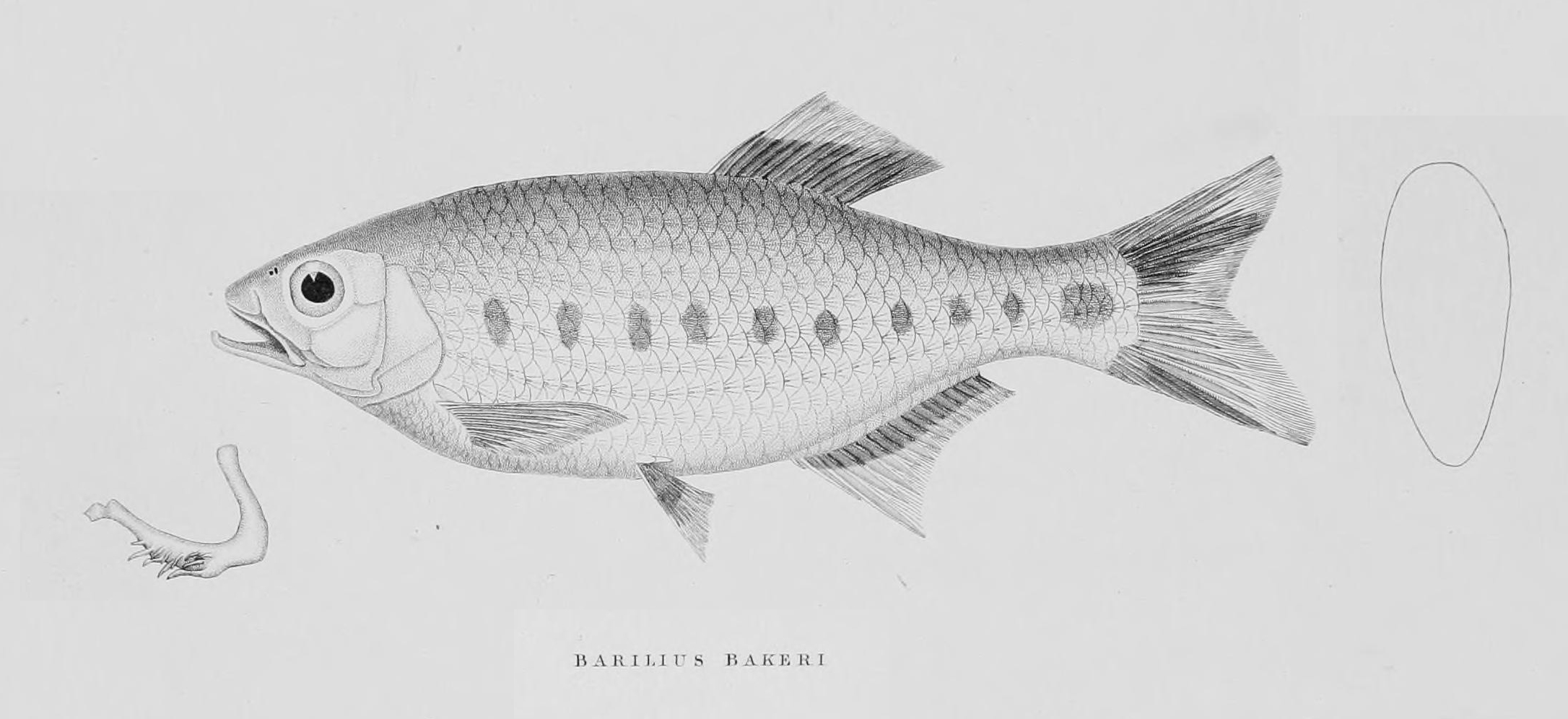
Barilius bakeri

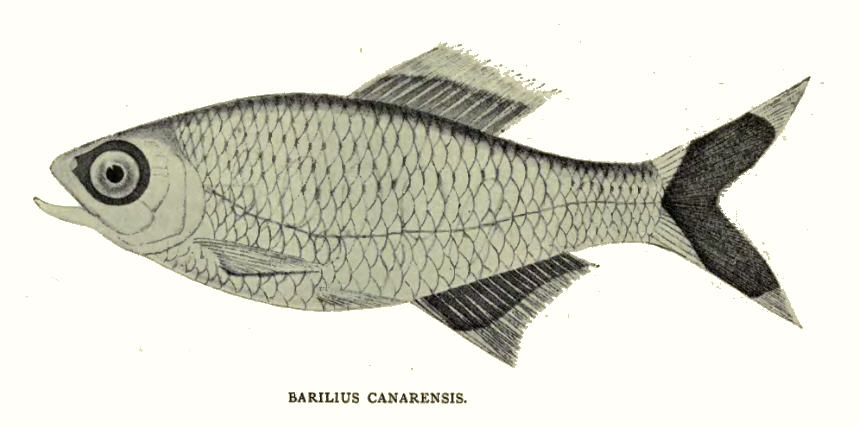
Barilius canarensis

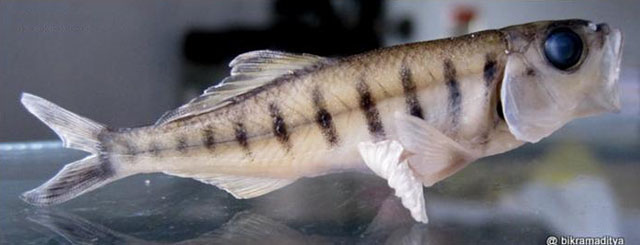
Barilius barna

Barilius è un Genere di pesci ossei d'acqua dolce della famiglia dei Cyprinidae.

## Distribuzione ed habitat
Sono diffusi nelle acque dolci dell'Africa e dell'Asia.

## Specie
- Barilius bakeri
- Barilius barila
- Barilius barna
- Barilius bendelisis
- Barilius bernatziki
- Barilius bonarensis
- Barilius borneensis
- Barilius canarensis
- Barilius caudiocellatus
- Barilius chatricensis
- Barilius dimorphicus
- Barilius dogarsinghi
- Barilius evezardi
- Barilius gatensis
- Barilius huahinensis
- Barilius infrafasciatus
- Barilius lairokensis
- Barilius mesopotamicus
- Barilius modestus
- Barilius naseeri
- Barilius nelsoni
- Barilius ornatus
- Barilius pakistanicus
- Barilius pectoralis
- Barilius ponticulus
- Barilius profundus
- Barilius radiolatus
- Barilius shacra
- Barilius signicaudus
- Barilius tileo
- Barilius vagra[1]